# New Coke
New Coke — неофициальное название изменённого состава безалкогольного напитка Coca-Cola, представленного The Coca-Cola Company в апреле 1985 года. Оно было изменено на Coke II в 1990 г., напиток был снят с производства в июле 2002 г.

## Предыстория
После Второй мировой войны Coca-Cola занимала 60 % рынка колы в США. К 1983 г. доля компании составляла уже менее 24 %, в основном из-за конкуренции со стороны Pepsi. Pepsi начала продаваться в супермаркетах больше, чем Coca-Cola; Coke сохранила свое лидерство только за счет таких мест, как автоматы по продаже газированных напитков и рестораны быстрого питания.
Аналитики рынка полагали, что бэби-бумеры с большей вероятностью будут покупать диетические напитки по мере того, как они стареют и по-прежнему заботятся о своем здоровье и весе. Рост в сегменте полнокалорийных напитков будет происходить за счет более молодых, которые в то время отдавали предпочтение Pepsi, за счет увеличения маржи. Между тем, общий рынок колы неуклонно сокращался в начале 1980-х гг., поскольку потребители всё чаще покупали диетические и безалкогольные напитки без колы, многие из которых продавала Coca-Cola; это ещё больше подорвало долю рынка компании. Когда Роберто Гойзуэта стал генеральным директором Coca-Cola в 1980 г., он сказал сотрудникам, что не будет никаких «священных коров» в том, как компания ведет бизнес, в том числе в том, как она формулирует свои напитки.

## Создание
Высшее руководство Coca-Cola заказало секретный проект по созданию нового вкуса для кока-колы, возглавлявшийся вице-президентом по маркетингу Серджио Займаном и президентом Coca-Cola USA Брайаном Дайсоном. Этот проект был назван «Проект Канзас» по фотографии пьющего кока-колу канзасского журналиста Уильяма Аллена Уайта; изображение широко использовалось в рекламе Coca-Cola и висело на стенах у нескольких руководителей.:114
Более сладкая кола превзошла обычную кока-колу и пепси во вкусовых тестах, опросах и фокус-группах. Юго-Восток, бывший одним из самых сильных и надежных рынков Coca-Cola, почти не отдавал предпочтения новому вкусу; это предпочтение выросло, когда тестировщики обнаружили, что новый вкус также был продуктом Coca-Cola. Одна компания по розливу напитков пригрозила подать в суд на Coca-Cola, если она не выпустит напиток на рынок.
На вопрос, стали бы они покупать и пить продукт, если бы это была Coca-Cola, большинство тестировщиков ответило утвердительно, хотя для этого им потребуется некоторое время на привыкание. Около 10-12 % тестировщиков разозлились и почувствовали отчуждение при этой мысли и заявили, что, возможно, перестанут пить кока-колу. Их присутствие в фокус-группах, как правило, отрицательно искажало результаты, поскольку они оказывали косвенное давление на других участников.:355
Опросы, которым придавалось большее значение в соответствии со стандартными маркетинговыми процедурами той эпохи, были менее негативными, чем вкусовые тесты, и сыграли ключевую роль в убеждении руководства изменить формулу в 1985 г., чтобы совпасть со столетием напитка. Тем не менее, группы дали ключ к разгадке того, как это изменение отразится на публике, и компания преуменьшила это открытие.
Гойзуэта также посетил своего наставника и предшественника на посту генерального директора компании Роберта В. Вудраффа, который превратил Coke в международный бренд после Второй мировой войны. Гойзуэта утверждал, что он заручился его благословением на изменение формулы, но многие из ближайших друзей топ-менеджера в компании сомневались, что тот понял намерения Гойзуэты. Вудрафф умер в марте 1985 г., за месяц до запуска New Coke.
В начале своей карьеры в Coca-Cola Гойзуэта руководил дочерней компанией на Багамах. Он увеличил продажи, слегка изменив вкус напитка, и поэтому был восприимчив к идее, что изменение вкуса кока-колы может увеличить прибыль. Он считал, что это будет «Новая кока-кола или не кока-кола»,:106 и что изменение должно происходить открыто. Он настоял на том, чтобы контейнеры несли этикетку «New!», давшую напитку его популярное название.:358

## Запуск
Новая кока-кола была представлена 23 апреля 1985 года. Производство оригинальной рецептуры закончилось позже на той же неделе. Во многих регионах New Coke первоначально была представлена в «старой» упаковке Coke; боттлеры израсходовали оставшиеся банки, картонные коробки и этикетки до того, как новая упаковка стала широко доступной. Старые банки с New Coke были идентифицированы по своим золотым крышкам, в то время как у стеклянных и пластиковых бутылок были красные крышки вместо серебряных и белых. Ярко-желтые наклейки, указывающие на изменение, были размещены на коробках с мультиупаковками.
Пресс-конференция в Линкольн-центре в Нью-Йорке, посвященная представлению новой формулы, не увенчалась успехом. Репортеры уже задавали вопросы Pepsi, которая беспокоилась, что New Coke сведет на нет её успехи. Гойзуэта, генеральный директор Coca-Cola, охарактеризовал новый вкус как «более смелый», «округлый» и «более гармоничный»:352 и защитил изменение, заявив, что секретная формула напитка не является неприкосновенной. Ещё в 1935 г. Coca-Cola запросила сертификат кошерности у раввина Атланты Тобиаса Геффена и внесла два изменения в формулу, чтобы напиток можно было считать кошерным (а также халяльным и вегетарианским). На вопрос журналиста, будет ли переформулирована диетическая кока-кола, «при условии, что [Новая кока-кола] будет успешной», Гойсуэта коротко ответил: «Нет. И я не предполагал, что это успех. Это и есть успех». (англ. No. And I didn’t assume that this is a success. This is a success.).:352
Акцент на более сладком вкусе новой формулы также противоречил предыдущей рекламе Coke, в которой сотрудничающий с компанией с конца 70-х гг. Билл Косби рекламировал менее сладкий вкус оригинальной Coke как причину предпочесть её более сладкому вкусу Pepsi.:119

### Первоначальный успех
Coca-Cola представила новую формулу с маркетинговыми усилиями в Нью-Йорке, где рабочие, ремонтировавшие Статую Свободы к её столетию в 1986 г., получили банки, и в Вашингтоне, округ Колумбия, где тысячи банок были розданы в Лафайет-сквер. Как только New Coke была представлена, новая формула была доступна в McDonald’s и других ресторанах в США. Данные о продажах в этих городах и других регионах присутствия, таких как Майами и Детройт показали предсказанную исследованием рынка реакцию. На самом деле продажи Coke выросли на 8 % по сравнению с тем же периодом прошлого года.

### Реакция
По словам некоторых, 23 апреля 1985 года было днём, который будет жить в маркетинговой дурной славе... порождая тревогу потребителей, подобных которой не видел ни один бизнес.
Хотя New Coke была принята многими любителями Coca-Cola, многие другие возмутились этим изменением, как это уже случилось в фокус-группах. Многие критики были из южных штатов США, некоторые из которых считали Coca-Cola частью своей региональной идентичности. Некоторые рассматривали это изменение через призму Гражданской войны как капитуляцию перед «янки»:149–151 поскольку производитель Pepsi "PepsiCo" базируется в Перчейзе, штат Нью-Йорк.
В статье "Chicago Tribune" о реакции Юга профессор Университета Миссисипи заметил, что «изменение Coca-Cola является вторжением в традиции» и поэтому не будет хорошо воспринято в этом регионе. Житель Алабамы задался вопросом, почему компания представила новый вкус в Нью-Йорке; в другом месте штата обозреватель "Anniston Star", отметив кубинское происхождение Гойзуэты, намекнул, что изменение вкуса было коммунистическим заговором. "The Atlanta Journal-Constitution" обнаружило, что большинство посетителей популярного местного ресторана The Varsity поддерживают старую формулу. «Почему здесь никого не проверили?» — спросил совладелец.
Компания получила более 40 тыс. звонков и писем, выражающих гнев или разочарование,:119 включая одно письмо, доставленное Гойсуэте и адресованное «главному Додо, компания Coca-Cola». В другом письме требовался его автограф, поскольку подпись «одного из самых тупых руководителей в истории американского бизнеса», вероятно, станет ценной в будущем. На горячую линию компании 1-800-GET-COKE ежедневно поступало более 1,5 тыс. звонков по сравнению с примерно 400 до изменений. Психиатр, которого Coca-Cola наняла для подслушивания звонков, сказал руководителям, что некоторые люди вели себя так, будто обсуждали смерть члена семьи.:163
Были критики из-за пределов юга США. Обозреватель Tribune Боб Грин написал несколько широко перепечатанных статей, высмеивающих новый вкус и выражающих гнев на руководителей Coke за то, что они изменили его. Комедианты и ведущие ток-шоу, в том числе Джонни Карсон и Дэвид Леттерман, регулярно шутили на эту тему. Рекламу New Coke сильно освистали, когда она появилась на табло Houston Astrodome. Президент коммунистической Кубы Фидель Кастро, давний любитель кока-колы, внес свой вклад в негативную реакцию, назвав New Coke признаком американского капиталистического упадка.:362 Отец Гойзуэты выразил аналогичные опасения своему сыну, который позже вспомнил, что это был единственный раз, когда его отец согласился с Кастро, от правления которого бежал с Кубы.:118
Стремящийся открыть фирму по связям с общественностью на 120 тыс. долларов заемных денег пенсионер из Сиэтла Гей Маллинз 28 мая сформировал организацию Old Cola Drinkers of America, чтобы пролоббировать Coca-Cola на повторное внедрение старой формулы либо продажу её кому-то ещё. В конечном итоге его организация получила более 60 тыс. телефонных звонков. Он также подал коллективный иск против компании (который был быстро отклонен судьей, предпочитавшей вкус Pepsi), тем не менее выразив заинтересованность в привлечении Coca-Cola в качестве клиент своей фирмы при повторном внедрении старой формулы.:160 В двух неформальных слепых дегустациях Маллинз либо не смог отличить новую кока-колу от старой, либо отдал предпочтение новой кока-коле.:162
Несмотря на продолжающееся сопротивление на юге, New Coke продолжала преуспевать в остальной части страны.:149–151 Однако руководители не знали, как отреагируют международные рынки. Они встретились с международными производителями кока-колы в Монако; к их удивлению, боттлеры не были заинтересованы в продаже New Coke. Займан также слышал сомнения и скептицизм от своих родственников в Мексике, где новая кока-кола должна была появиться позже тем летом, когда он поехал туда в отпуск.
Гойзуэта заявил, что сотрудники Coca-Cola, которым нравилась New Coke, не могли высказаться из-за давления со стороны сверстников, как это произошло в фокус-группах. Дональд Кео, президент и главный операционный директор Coca-Cola в то время, сообщил, что слышал, как кто-то в его загородном клубе сказал, что им нравится New Coke, но «черт возьми, если я сообщу об этом Coca-Cola».:154

### Реакция PepsiCo
PepsiCo воспользовалась ситуацией, запустив рекламу, в которой потребитель Pepsi воскликнул: «Теперь я знаю, почему Coke сделала это!».:148–9 На самом деле Pepsi получила очень мало долгосрочных конверсий после перехода на Coke, несмотря на 14%-й рост продаж по сравнению с тем же месяцем предыдущего года, что является самым большим ростом продаж в истории компании. Директор по корпоративным коммуникациям Coca-Cola Карлтон Кертис со временем понял, что потребители были больше расстроены отказом от старой формулы, чем вкусом новой.:175
Роджер Энрико, в то время директор по операциям PepsiCo в Северной Америке, объявил выходной для всей компании и разместил объявление на всю страницу в The New York Times о победе PepsiCo в затянувшихся «Кока-кольных войнах».:115:359 Поскольку официальные лица Coke были заняты на выходных подготовкой к анонсу, у их коллег из PepsiCo было время культивировать скептицизм среди репортеров, озвучивая темы, которые позже будут затронуты в публичных дискуссиях по поводу изменённого напитка.:125 После объявления от 23 апреля PepsiCo предоставила своим сотрудникам выходной, заявив: «Сегодняшним действием Coke признала, что это ненастоящая вещь».

### Неудовлетворённость Coca-Cola
Некоторые руководители Coca-Cola тихо выступали за повторное введение старой формулы ещё в мае.:157 Руководители опасались, что социальное давление теперь влияет на их прибыль. Некоторые потребители даже начали пытаться получить «старую» кока-колу из-за границы, где новая формула ещё не была представлена, поскольку внутренние запасы старого напитка были исчерпаны.:158 В течение месяца химики Coca-Cola также незаметно снизили уровень кислотности новой формулы, надеясь смягчить жалобы на вкус и позволить лучше воспринимать его сладость (реклама, указывающая на это изменение, была подготовлена, но так и не была использована).:364
Помимо более шумных публичных протестов, бойкотов и выливания бутылок на улицах нескольких городов, у компании были и более серьёзные причины для беспокойства. Её боттлеры, и не только те, кто все ещё судился с компанией из-за политики ценообразования на сироп, выражали беспокойство. В то время, как на съезде 22 апреля в Центре искусств Вудраффа в Атланте они устроили Гойзуэте стоячие аплодисменты после объявления об изменениях из-за радости, что компания, наконец, проявила некоторую инициативу перед лицом достижений PepsiCo, они были менее восторженны по поводу изменений вкуса.:106,116:364
20 разливающий напитки компаний, все ещё судящихся с Coca-Cola, в значительной степени изменили свои юридические аргументы. Coca-Cola в своей защите при первоначальной подаче иска утверждала, что уникальность формулы и отличие от Diet Coke оправдывают иную политику ценообразования, но если новая формула была просто диетической кока-колой, подслащенной высокофруктозным кукурузным сиропом, Coca-Cola не могла настаивать на уникальности формулы. Боттлеры, особенно на Юге, также устали от порицания по поводу изменений. Многие сообщали, что некоторые знакомые и даже друзья и родственники подвергали их остракизму или иначе выражали неудовольствие. 23 июня несколько боттлеров передали эти жалобы руководителям Coca-Cola на закрытой встрече.:121
В конце концов правление Coca-Cola решило вернуть старую кока-колу. Президент компании Дональд Кео спустя годы в документальном фильме «Народ против кока-колы» (англ. The People vs. Coke) (2002) рассказал, что понять правильность этого шага им помогло посещение небольшого ресторана в Монако, чей владелец с гордостью сказал, что они подают «Действительную вещь (отсылка к рекламному слогану 1969 г., настоящую кока-колу» (англ. the real thing, it's a real Coke), предложив им стеклянную бутылку оригинальной Coca-Cola объёмом 6,5 унций (192 мл).

### Разворот
Днем 11 июля 1985 года руководители Coca-Cola объявили о возвращении исходной формулы, через 79 дней после появления New Coke. Выпуск ABC News с Питером Дженнингсом прервал показ сериала General Hospital специальным новостным выпуском, чтобы поделиться новостями со зрителями. В зале Сената США Дэвид Прайор назвал повторное введение «значимым моментом в истории США». За два дня после объявления на горячую линию компании поступило 31, 6 тыс. звонков.
Новый продукт продолжал продаваться как Coke до 1992 г., когда был переименован в Coke II, в то время как исходная формула называлась Coca-Cola Classic, и в течение короткого времени общественность называла её Old Coke. Некоторые из тех, кто попробовал повторно введенную формулу, не были убеждены, что первые партии содержали «ту самую» формулу, которая предположительно была снята с производства весной. Это было верно для нескольких регионов, потому что Coca-Cola Classic отличалась от оригинальной формулы тем, что для подслащивания напитка все производители розлива, которые ещё не сделали этого, стали использовать кукурузный сироп с высоким содержанием фруктозы вместо тростникового сахара.:183
Гей Маллинз получил первый ящик Coca-Cola Classic. Позже он жаловался, что теперь от напитка его тошнит, в чём он винил использование в напитке сиропа; также он утверждал, что эта добавка притупила его вкусовые рецепторы, из-за чего во вкусовых тестах люди отдавали предпочтение New Coke.

## Последствия и наследие
К концу 1985 г. продажи Coca-Cola Classic значительно превосходили продажи New Coke и Pepsi. Через шесть месяцев после запуска продажи Coke выросли более чем в два раза по сравнению с Pepsi.
Продажи New Coke сократились до 3 % рынка, хотя она неплохо продавалась в Лос-Анджелесе и на некоторых других ключевых рынках. Более поздние исследования, однако, показали, что успех компании в 1985 г. можно объяснить не возвращением Coca-Cola Classic, а почти незамеченным появлением Cherry Coke почти одновременно с New Coke.:187
Однако эта популистская версия истории служила интересам Coke, поскольку этот эпизод больше способствовал позиционированию и определению Coca-Cola как бренда, воплощающего ценности, отличные от Pepsi. Изображение себя несколько невежественной крупной корпорацией, вынужденной отказаться от больших перемен из-за подавляющего общественного давления, польстило клиентам. Как выразился Кео: «Мы любим любое отступление, когда мы спешим к нашим лучшим клиентам с продуктом, который они любят больше всего».:360 Бутылки и банки продолжали носить название «Coca-Cola Classic» до января 2009 г., когда компания объявила, что прекратит печатать слово «Classic» на бутылках объёмом 16 американских унций (470 мл.), продаваемых в некоторых частях юго-востока США. Это изменение было частью более широкой стратегии по обновлению имиджа продукта.
Билл Косби прекратил своё долговременное сотрудничество с Coca-Cola, заявив, что восхваляющая превосходство новой формулы реклама с его участием подорвала доверие к нему самому. Никто из Coca-Cola не был уволен за это изменение. Когда Гойзуэта умер в 1997 г., цена акций компании была намного выше по сравнению со временем его прихода 16 лет назад, а её положение лидера рынка ещё более упрочилось. В то время возглавлявший американские операции PepsiCo Роджер Энрико сравнил New Coke с Edsel. Позже, когда он стал генеральным директором PepsiCo, он изменил свою оценку ситуации, заявив, что, если бы люди были уволены или понижены в должности из-за New Coke, это стало бы сигналом о том, что в компании категорически не рекомендуется идти на риск.
В конце 1990-х Займан так резюмировал опыт New Coke:
Да, это взбесило публику, стоило нам кучу денег и длилось всего 77 дней, прежде чем мы снова представили Coca-Cola Classic. Тем не менее, New Coke имела успех, потому что оживила бренд и вновь привлекла публику к Coke.
New Coke продолжала делать то, для чего она изначально была разработана: выигрывать дегустационные тесты. В 1987 г. The Wall Street Journal опросила 100 случайно выбранных любителей колы, большинство из которых отдали предпочтение Pepsi, а остальные, за исключением двух сторонников New Coke, поставили на Classic Coke. Когда этой группе дали шанс попробовать все три напитка в слепом тесте, New Coke немного вытеснила Pepsi, но многие пьющие гневно отреагировали на то, что выбрали бренд, отличный от их любимого.
Гойзуэта утверждал, что ни разу не пожалел о решении сменить Coca-Cola. Он даже устроил вечеринку по случаю десятой годовщины New Coke в 1995 г. и продолжал пить её.

### Дальнейшие действия Coca-Cola
В краткосрочной перспективе повторное введение оригинальной Coca-Cola спасло продажи Coke и вернуло ей благосклонность многих клиентов и боттлеров. Телефонные звонки и письма в компанию были столь же радостными и благодарными, сколь ранее - гневными и депрессивными. «Можно было подумать, что мы вылечили рак», — сказал один из руководителей компании.:181
Но в отделе маркетинга компании царила неразбериха, и ему пришлось разработать план по маркетингу двух Coca-Cola там, где ещё несколько месяцев назад такие планы были немыслимы. Coca-Cola Classic не нуждалась в особой помощи: демонстрирующая американские достоинства кампания «Красный, белый и ты» (англ. Red, White and You, белый, красный и синий — цвета американского флага), но компания не могла продать то, что теперь было просто «Колой». Маркетологи искали стратегию на оставшуюся часть года.:366 Ситуация не улучшилась, когда McDonald’s объявил вскоре после повторного представления Coca-Cola Classic, что он немедленно переключается с New Coke обратно на оригинальную Coca-Cola во всех своих ресторанах.:369
Однако в начале 1986 г. маркетинговая команда Coke нашла стратегию, вернувшись к одному из первоначальных мотивов для изменения формулы: предпочитавшей Pepsi молодёжи. Макс Хэдрум, предположительно созданный компьютером медийный персонаж, которого играет Мэтт Фрюэр, был выбран вместо Косби в качестве представителя новой кампании Coke «Поймай волну» (lang-en|Cath the wave). Благодаря выступлениям на MTV и Cinemax его обьраз с зачесанным назад волосам и темными очками уже был известен большей части молодёжной аудитории США. Кампания началась с телевизионного рекламного ролика, созданного McCann Erickson New York, в котором Макс говорил со своим фирменным заиканием: «П-п-п-поймай волну!» и ссылался на своих коллег-кокеологов.
Кампания имела огромный успех, и опросы также показали, что более 3/4 целевого рынка узнали о рекламе в течение двух дней. На горячую линию Coke для потребителей поступило больше звонков о Максе, чем любом прежнем лице рекламной кампании, некоторые даже спрашивали, есть ли у него девушка. Реклама и кампания продолжались до 1987 г. и были признаны лучшими в 1986 г. по версии журнала Video Storyboard of New York..

### Coke II
В 1985 г. New Coke продавалась только на территории Канады, США и её заморских территориях, в то время как напиток с оригинальной формулой - ещё и по всему миру. В конечном итоге New Coke была возвращена в портфель продуктов компании; он был протестирован в некоторых городах США под названием Coke II в 1990 г., который стал общенациональным в конце 1992 года, несмотря на первоначальное намерение компании не создавать второй бренд. Режиссер Миранда Джулай предложила название Coke II, работая законодателем вкуса в рекламном агентстве.
Компания Coca-Cola практически ничего не сделала для ее продвижения или иного выделения в ряду собственных брендов, публика не видела особых причин для принятия продукта, который они категорически отвергли семь лет назад. Примерно через год Coca-Cola II в значительной степени ушла от американского рынка. К 1998 году его можно было найти только на нескольких разбросанных рынках на Северо-Западе, Среднем Западе и в некоторых заморских территориях. В июле 2002 г.  компания объявила о полном прекращении производства напитка.
16 августа 2002 г. компания Coca-Cola объявила об изменении этикетки Coke Classic, на которой слово «Classic» больше не было таким заметным, что привело к предположениям, что в конечном итоге оно будет удалено, а последние следы New Coke - устранены. В 2009 г. Coca-Cola окончательно удалила надпись «Classic» со своих упаковок в Северной Америке.

### Теории заговора
Очевидно, внезапный отказ компании Coca-Cola от New Coke привел к появлению теорий заговора, в том числе:
- Компания намеренно изменила формулу, надеясь, что потребители будут недовольны и потребуют вернуть исходную формулу, что, в свою очередь, приведет к резкому увеличению продаж.[1] Президент компании Кио в ответ сказал: «Мы не такие тупые и не такие умные».[1][14]
- Предполагаемый переход планировался с самого начала, чтобы охватить переход от подслащенной сахаром кока-колы к гораздо менее дорогому сиропу. Теория, которая предположительно была подтверждена очевидно другим вкусом Coke Classic, когда она впервые появилась на рынке (ассоциация торговли сахаром США выпустила рекламу с критикой Coca-Cola за использование HFCS во всех бутылках со старой формулой, когда она была повторно представлена).[10] На самом деле Coca-Cola разрешила производителям бутылок удалять до половины тростникового сахара из продукта еще в 1980 г.. К тому времени, когда была представлена новая формула, большинство производителей уже полностью подслащали Coca-Cola с помощью сиропа.[1]
- Она обеспечила прикрытие для окончательного удаления всех производных коки из продукта, чтобы успокоить Управление по борьбе с наркотиками, которое пыталось уничтожить растение во всем мире для борьбы с ростом незаконного оборота и потребления кокаина. По словам журналиста Марка Пендерграста, хотя руководство Coke действительно почувствовало облегчение, новая формула не содержала коки и была обеспокоена долгосрочным будущим поставлявших её перуанских государственных полей коки перед лицом растущего давления DEA с требованием прекратить выращивание урожая, прямого давления со стороны  на Coca-Cola не было.[8]  Эта теория была поддержана в статье Time, а также историком и автором книги Citizen Coke: The Making of Coca-Cola Capitalism Бартом Элмором.[30], по мнению которого смена формулы была сделана на фоне эскалации войны с наркотиками администрацией Рональда Рейгана.[31]

## Возвращение
21 мая 2019 г. Coca-Cola объявила об ограниченном выпуске New Coke для продвижения третьего сезона сериала «Очень странные дела» со временем действия в 1985 г., а в трёх его сериях появляются банки New Coke.
Для рекламной акции было произведено около 500 тыс. банок New Coke, в основном для продажи через интернет. Однако так много людей стремилось купить напиток, что объём заказов обрушил веб-сайт Coca-Cola. Компания в социальных сетях принесла извинения за задержки. Напиток также был доступен в некоторых торговых автоматах в таких городах, как Нью-Йорк и Лос-Анджелес.
Вновь представленный напиток получил более дружелюбные отзывы, чем в 1985 г.
Журналист прогрессивистского журнала Mother Jones Ти Мёрфи предположил, что, в конечном итоге преодолев первоначальное сопротивление, которое он считал реакционным, New Coke выиграла войну после поражения в битве. «Тенденции в области безалкогольных напитков также доказали правоту Coke в отношении готовности адаптироваться к новым вкусам: сегодня большая часть продаж Coke приходится на неклассические продукты, такие как Diet и Coke Zero». Этим он объяснял положительный отклик дегустаторов.